# La Tronche en biais
La Tronche en biais est une chaîne YouTube française spécialisée dans la zététique, la vulgarisation scientifique et à la promotion de l'esprit critique. Fondée en 2014 par Thomas C. Durand et Vled Tapas, son objectif principal est de démystifier les pseudosciences, les théories du complot et les biais cognitifs en utilisant une approche à la fois rigoureuse et ludique.

## Historique
En 2014, Thomas C. Durand et Vled Tapas créent La Tronche en biais, une chaîne YouTube consacrée à la zététique, et plus particulièrement aux biais cognitifs,,. Thomas C. Durand en devient le principal auteur et présentateur et s’y exprime sous les pseudonymes Acermendax et Mendax.
Cette chaîne est gérée par l'association ASTEC, qui comporte en 2021 une vingtaine de bénévoles et dont lui-même est salarié. Elle a remporté en 2016 le prix Diderot, décerné par l'Association des musées et centres pour le développement de la culture scientifique, technique et industrielle, qui récompense des actions de diffusion du savoir,. Il tient un blog intitulé La Menace Théoriste, également consacré à la zététique.
En 2017 sort le documentaire Les Lois de l'attraction mentale dont il est l'auteur et l'un des monteurs. Celui-ci est consacré à la présentation des phénomènes qui rendent certaines idées attractives et comporte entre autres des interviews de Gérald Bronner, Henri Broch, Jean-Claude Carrière, Nicolas Gauvrit, Dan Sperber et Jean-Loïc Le Quellec ainsi qu'un faux documentaire complotiste doublé par Benoît Allemane.
Pendant l'épidémie de covid 19, la chaine lutte contre la désinformation sur la pandémie de Covid-19.
En novembre 2021, la chaîne YouTube La Tronche en biais cumule 247 000 abonnés et ses quelque 300 vidéos ont été visionnées 27,5 millions de fois,. Fin 2021, les activités de la chaîne généraient 5 000 euros par mois pour l'ASTEC. Thomas Durand finance ses tournages grâce au financement participatif, aux publicités de YouTube, à quelques formations et à une dotation du ministère de la Culture.